# Podatus
Le podatus (du latin pes, le pied) est un neume utilisé en chant grégorien.
Il transcrit un groupe de deux notes en montée, celle du bas étant interprétée avant l'autre.
Le podatus sert souvent de support à l'accent des mots dans les formules semi-récitatives, c'est ce qu'on appelle un « podatus d'accent ».
Sa forme cursive, le pes rotundus (pes rond),  vient de la graphie de l'accent anti-circonflexe, un accent grave suivi d'un accent aigu. Dans la notation carrée, l'accent grave est réduit à la note de base, et l'accent aigu reste matérialisé par la ligne verticale qui unit les deux notes.
Le podadus peut être épisémé sur la seconde note , la première étant toujours légère dans ce contexte. Sa notation par Solesmes  reflète directement son étymologie.
Le podatus épisémé sur la première note est le pes quadratus (pes carré) . Il se transcrit normalement avec un épisème inférieur  dans la notation carrée de Solesme. En revanche, dans la notation de Saint Gall, il est le plus souvent retranscrit par un tractulus suivi d'une virga, c'est-à-dire analysé comme un punctum resupinum. Cette analyse correspond à une interprétation rythmique où la première note du pes quadratus est une note pleine, précédée d'un ralentissement comparable à celui d'un arrêt; et la deuxième note est une note de rebond et de transition vers le neume suivant (qui est généralement un changement de syllabe en style neumatique).
En notation cursive, le podatus résulte de la ligature entre un punctum et une virga, alors que le podatus épisémé vient du tractulus, ce qui se retrouve dans sa forme.
De la famille de l'oriscus, le pes quassus  n'a pas la même étymologie, il est à rapprocher du salicus. Il n'est pas distingué par les éditions de Solesme.
Dans la notation carrée, le podatus se rencontre fréquemment en début de groupe neumatique , avant une note plus élevée. Il s'agit en fait d'une notation conventionnelle pour deux punctum précédant le neume, qui devient « praepunctis », ce que la notation de St Gall  montre bien. Une notation respectant cette étymologie serait plutôt .